# Thames Town

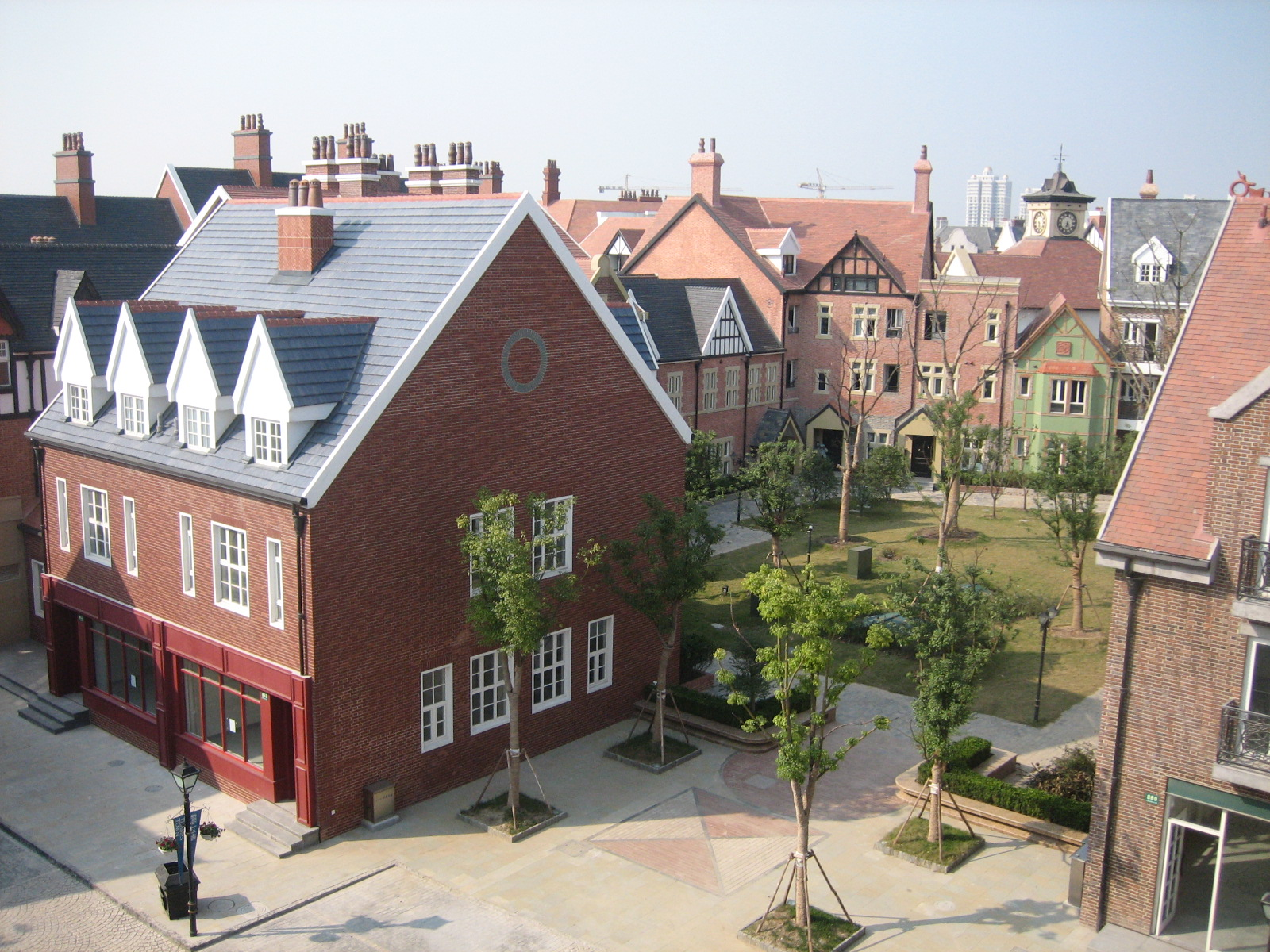
An imitation of English market town styles

Thames Town (chinois :泰晤士小镇; pinyin : tàiwùshì xiǎozhèn) est le nom international d'une ville nouvelle dans le district de Songjiang, à environ 30 kilomètres du centre de Shanghai, en Chine. Elle est nommée ainsi en référence à la Tamise, le fleuve du sud de l'Angleterre. 
L'architecture est orientée selon des styles classiques de villes typiques britanniques. Il y a des rues pavées, des terrasses victoriennes et les magasins de proximité, normalement rares en Chine.
La ville est à 4 km de la gare de la nouvelle ville de Songjiang sur la ligne 9 du métro de Shanghai. L'autoroute G60 Shanghai - Kunming, anciennement connue sous le nom d'autoroute Huhang, passe au sud.
La nouvelle ville de Songjiang est un nouveau projet de développement urbain, destiné à attirer la population à une distance plus éloignée du centre de Shanghai. L'un des objectifs de la ville de Thames était de fournir un logement pour le personnel des nouvelles universités du campus universitaire adjacent de la ville universitaire de Songjiang. 
Ces nouvelles constructions font partie du projet "ville Unifiée" (One City en anglais), un plan de neuf villes à thèmes, qui a été adopté par la Commission de planification de Shanghai en 2001. Ces neuf villes nouvelles situées dans des zones périphériques de la municipalité de Shanghai, possèdent chacune leur thème - scandinave, italien, espagnol, canadien, néerlandais ou allemand.
La ville de Thames fut achevée en 2006. Conçue pour une population de 10.000 habitants, seuls 2000 y vivent. La construction a coûté 5 milliards de yuans (600 millions d'euros).
Business Insider l'a décrite comme une "ville fantôme". Néanmoins, une ville de style anglais similaire est prévue près de Pékin.
La ville est devenue très populaire pour les mariages. En particulier l'église sur la place centrale, copie de l'église de Christ Church, Clifton Down à Bristol), est souvent utilisée comme toile de fond pour les photographies.